# Montorso Vicentino
Montorso Vicentino ist eine nordostitalienische Gemeinde (comune) mit 3040 Einwohnern (Stand 31. Dezember 2023) in der Provinz Vicenza in Venetien. Die Gemeinde liegt etwa 18 Kilometer westsüdwestlich von Vicenza im Valle del Chiampo und grenzt unmittelbar an die Provinz Verona. Im Nordosten der Gemeinde grenzt der Guà.

## Geschichte
Zwischen 1200 und 1300 wird der Ort als Muntursium oder Montursio erwähnt.